# Shūeisha
Shūeisha Inc. (株式会社集英社, Kabushiki gaisha Shūeisha) est une maison d'édition japonaise fondée en 1925 publiant principalement des magazines consacrés aux mangas. Elle possède notamment les magazines Weekly Shōnen Jump, magazine de prépublication de manga le plus populaire au monde avec ses séries telles que Black Clover, Dragon Ball, Naruto ou One Piece, mais également les magazines Monthly Shōnen Jump, Ultra Jump, Weekly Young Jump, Ribon et You.
Shūeisha décerne chaque année le Prix Tezuka et le Prix Akatsuka.
Son importance sur le marché est d'environ 139,9 milliards de yens (± 1,15 milliard d'euros) et son effectif éditorial est de 749 personnes.

## Historique
Shūeisha est fondée en 1925 par Shōgakukan. En 1973, Shūeisha fonde elle-même la maison d'édition Hakusensha. Ces entreprises désormais indépendantes forment aujourd'hui, avec une dizaine d'autres maisons d'édition, le keiretsu Hitotsubashi, l'un des plus grands acteurs du marché de l'édition au Japon.
En 2007, l'éditeur lance un site Internet consacré aux « Vomics (ja) », combinaison entre les cases d'un manga et la voix de doubleurs.
Le 28 janvier 2019, Shūeisha lance Manga Plus, une application pour smartphone permettant de découvrir en simultané avec le Japon les nouveaux chapitres de près d'une trentaine de ses titres. Une dizaine de séries déjà terminées sont également disponibles, leurs chapitres étant mis en ligne au fur et à mesure. Le service, disponible en France, est prévu pour proposer des mangas en anglais et en espagnol.

## Numérique
Le numérique représentant une majorité du marché du manga au Japon, la Shueisha dispose d'une plateforme de lecture numérique : Manga Plus. Celle-ci est accessible à l'étranger, en de nombreuses langues (dont en français).
Pour pallier le manque à gagner lié à la Scantrad, l'éditeur multiplie les partenariats avec des solutions légales. Via ses titres disponibles chez Kana (maison d'édition), il a rejoint en janvier 2022 la plateforme de lecture à l'abonnement française Mangas.io. 

## Magazines
| Magazine                                                | Statut | Public                              |
| ------------------------------------------------------- | ------ | ----------------------------------- |
| Omoshiro Book (おもしろブック)                          | Stoppé | Shōnen et Shōjo                     |
| Hinomaru (よいこのとも)                                 | Stoppé | Shōnen et Shōjo                     |
| Shōjo Book (少女ブック)                                 | Stoppé | Shōjo                               |
| Myōjō (明星)                                            | Actif  | Culture populaire et musique        |
| Yōnen Book (幼年ブック)                                 | Stoppé | Kodomo manga                        |
| Ribon (りぼん)                                          | Actif  | Shōjo                               |
| Weekly Myōjō (週刊明星)                                 | Stoppé | Culture populaire et musique        |
| Shōnen Book (少年ブック)                                | Stoppé | Shōnen manga                        |
| Bessatsu Myōjō (別冊週刊明星)                           | Stoppé | Culture populaire et musique        |
| Josei Myōjō (女性明星)                                  | Stoppé | Mode                                |
| Margaret (マーガレット)                                 | Actif  | Shōjo                               |
| Bessatsu Margaret (別冊マーガレット)                    | Actif  | Shōjo                               |
| Bessatsu Shōnen Book (別冊少年ブック)                   | Stoppé | Shōnen manga                        |
| Weekly Playboy (週刊プレイボーイ)                       | Actif  | Magazine pour homme et seinen manga |
| Shōsetsu Junai (小説ジュニア)                           | Stoppé | Light novel                         |
| Nihonban Gaku Zenshū (日本文学全集)                     | Stoppé |                                     |
| Seishun to Dokusho (青春と読書)                         | Actif  | Art                                 |
| Young Music (ヤングミュージック)                        | Stoppé | musique                             |
| Deluxe Margaret (デラックス マーガレット)               | Stoppé |                                     |
| Bessatsu Young Sense (明星ヤングセンス)                 | Stoppé |                                     |
| Weekly Seventeen (週刊セブンティーン)                   | Stoppé |                                     |
| Joker (ジョーカー)                                      | Stoppé |                                     |
| Guts (guts)                                             | Stoppé |                                     |
| Weekly Shōnen Jump (週刊少年ジャンプ)                   | Actif  | Shōnen                              |
| Bessatsu Shōnen Jump (別冊少年ジャンプ)                 | Stoppé |                                     |
| Subaru (すばる)                                         | Actif  |                                     |
| Non-no (ja) (ノン－ノ)                                  | Actif  |                                     |
| Ocean life (オーシャンライフ)                           | Stoppé |                                     |
| Roadshow (ロードショー)                                 | Actif  |                                     |
| Monthly Seventeen (月刊セブンティーン)                  | Stoppé |                                     |
| Play Girl (プレイガール)                                | Stoppé |                                     |
| Monthly Shōnen Jump (月刊少年ジャンプ)                  | Stoppé |                                     |
| Saison de Non-no (SAISON de non・no)                    | Stoppé |                                     |
| Weekly Maragaret (週刊マーガレット)                     | Stoppé |                                     |
| Playboy (プレイボーイ)'                                 | Stoppé |                                     |
| More (MORE)                                             | Actif  |                                     |
| Bessatsu Hair Catalog (明星ヘアカタログ)                | Stoppé |                                     |
| Bouquet (ぶ～け)                                        | Stoppé |                                     |
| Weekly Young Jump (週刊ヤングジャンプ)                  | Actif  | Seinen                              |
| Cosmopolitan (コスモポリタン)                           | Actif  |                                     |
| Ribon Original (りぼんオリジナル)                       | Actif  |                                     |
| You (ユー)                                              | Actif  |                                     |
| Cobalt (COBALT)                                         | Actif  | Shōjo                               |
| Non-no More Books (non・no MORE BOOKS)                  | Actif  |                                     |
| Lee (リー)                                              | Actif  |                                     |
| Sumuappu (サムアップ)                                   | Stoppé |                                     |
| Dunk (DUNK)                                             | Stoppé |                                     |
| Office You (OFFICE YOU)                                 | Actif  |                                     |
| Business Jump (ビジネスジャンプ)                        | Stoppé | Seinen                              |
| Men's Non-no (メンズノンノ)                             | Actif  |                                     |
| Young You (ヤングユー)                                  | Stoppé | Josei                               |
| Jōhō Chishiki Imidas (情報・知識 imidas)                | Stoppé |                                     |
| Shōsetsu Subaru (小説すばる)                            | Actif  |                                     |
| Monthly Bees Club (月刊ベアーズクラブ)                  | Stoppé |                                     |
| Monthly Tiara (月刊ティアラ)                            | Stoppé |                                     |
| Super Jump (スーパージャンプ)                           | Stoppé | Seinen                              |
| Spur (SPUR)                                             | Actif  |                                     |
| Bart (magazine) (バート)                                | Stoppé |                                     |
| Tanto (TANTO)                                           | Stoppé |                                     |
| V Jump (Vジャンプ)                                      | Actif  |                                     |
| Fresh Jump (フレッシュジャンプ)                         | Stoppé |                                     |
| Cocohana (ココハナ)                                     | Actif  | Josei manga                         |
| office YOU (オフィスユー)                               | Actif  | Office lady et josei manga          |
| All Natural (モア・ナチュラル)                          | Stoppé |                                     |
| The Margaret (ザ マーガレット)                          | Actif  | Shōjo                               |
| Manga Allman (マンガ・オールマン)                       | Stoppé |                                     |
| Tepee (Tepee)                                           | Stoppé |                                     |
| Telekids (テレキッズ)                                   | Stoppé |                                     |
| Maple (メイプル)                                        | Stoppé |                                     |
| Shueisha Shinsho (集英社新書)                           | Actif  |                                     |
| Ultra Jump (ウルトラジャンプ)                           | Actif  | Seinen                              |
| Grand Jump (グランドジャンプ)                           | Actif  | Seinen                              |
| Saikyō Jump (最強ジャンプ)                              | Actif  | Shōnen                              |
| Cookie (クッキー)                                       | Actif  | Shōjo                               |
| Baila (BAILA)                                           | Actif  |                                     |
| Sportiva (スポルティーバ)                               | Actif  |                                     |
| Maquia (MAQUIA)                                         | Actif  |                                     |
| Pinky (PINKY)                                           | Actif  |                                     |
| Yomu Ningen Dock Kenkō Hyakka (読む人間ドック 健康百科) | Stoppé |                                     |
| Uomo (UOMO)                                             | Actif  |                                     |
| Monthly Young Jump (月刊ヤングジャンプ)                 | Actif  | Seinen manga                        |
| Jump Square (ジャンプSQ.)                               | Actif  | Shōnen manga                        |
| Jump X [Kai] (ジャンプ改)                               | Actif  | Seinen manga                        |